# ناثان أكي
ناثان بنيامين أكي (بالهولندية: Nathan Benjamin Aké؛ مواليد 18 فبراير 1995) هو لاعب كرة قدم هولندي يلعب كقلب الدفاع أو ظهير أيسر لنادي مانشستر سيتي في الدوري الإنجليزي الممتاز و‍المنتخب الهولندي.

## مسيرته

### تشيلسي
انضم أكي إلى نادي تشيلسي للناشئين في عام 2011 قادماً من نادي فيينورد والذي لعب لصالحه مُنذ أن كان عمره 12 سنة.

### 2012-2013
كان أول ظهور للاعب في الدوري الإنجليزي الممتاز في 26 ديسمبر 2012 أمام نادي نوريتش سيتي بعد أن دخل في إلى الملعب بديلاً للإسباني خوان ماتا.
أما أول مباراة لعبها منذ لحظة البداية فكانت في 27 فبراير 2013 أمام نادي ميدلزبه في كأس الاتحاد الإنجليزي والتي انتهت بانتصار تشيلسي بنتيجة 2-0.
أول ظهور أوروبي لأكي كان في 11 أبريل 2013 أمام نادي روبين كازان الروسي في إياب ربع نهائي دوري أوروبا والتي انتهت بفوز الروس بنتيجة 3-2 ولكن تأهل الإنجليز بمجموع 5-4,ولعب ناثان أكي في مركز الوسط الدفاعي في تلك المباراة. حصل على جائزة تشيلسي لأفضل لاعب شاب للعام في 16 مايو 2013.

## الإنجازات
تشيلسي
- كأس رابطة الأندية الإنجليزية المحترفة: 2014–15[4]
- الدوري الأوروبي: 2012–13[5]
- كأس الاتحاد الإنجليزي (الوصيف): 2016–17[6]

مانشستر سيتي
- الدوري الإنجليزي الممتاز: 2020–21، 2021–22، 2022–23[7]
- كأس الاتحاد الإنجليزي: 2022–23[8]
- كأس رابطة الأندية الإنجليزية المحترفة: 2020–21[9]
- دوري أبطال أوروبا: 2022–23؛[10] الوصيف: 2020–21[11]
- كأس السوبر الأوروبي: 2023[12]

هولندا تحت 17
- بطولة أوروبا تحت 17 سنة: 2011،[13] 2012[14]

فردي
- أفضل لاعب شاب في تشيلسي: 2012–13[15]
- أفضل لاعب شاب في واتفورد: 2015–16[16]
- أفضل لاعب في الموسم باختيار مشجعي بورنموث: 2017–18[17]

## روابط خارجية
- ناثان أكي على موقع الاتحاد الدولي (مؤرشف)  (الإنجليزية)
- ناثان أكي على موقع الاتحاد الأوربي (الإنجليزية)
- ناثان أكي على موقع إي إس بي إن إف سي (الإنجليزية)
- ناثان أكي على موقع قاعدة بيانات كرة القدم.إي يو (الإنجليزية)
- ناثان أكي على موقع ليكيب (الفرنسية)
- ناثان أكي على موقع ناشيونال فوتبول تيمز (الإنجليزية)
- ناثان أكي على موقع Soccerbase.com (لاعب) (الإنجليزية)
- ناثان أكي على موقع Soccerway.com (الإنجليزية)
- ناثان أكي على موقع عالم كرة القدم.نت (الإنجليزية)
- ناثان أكي على موقع كووورة